# Chiră de mare

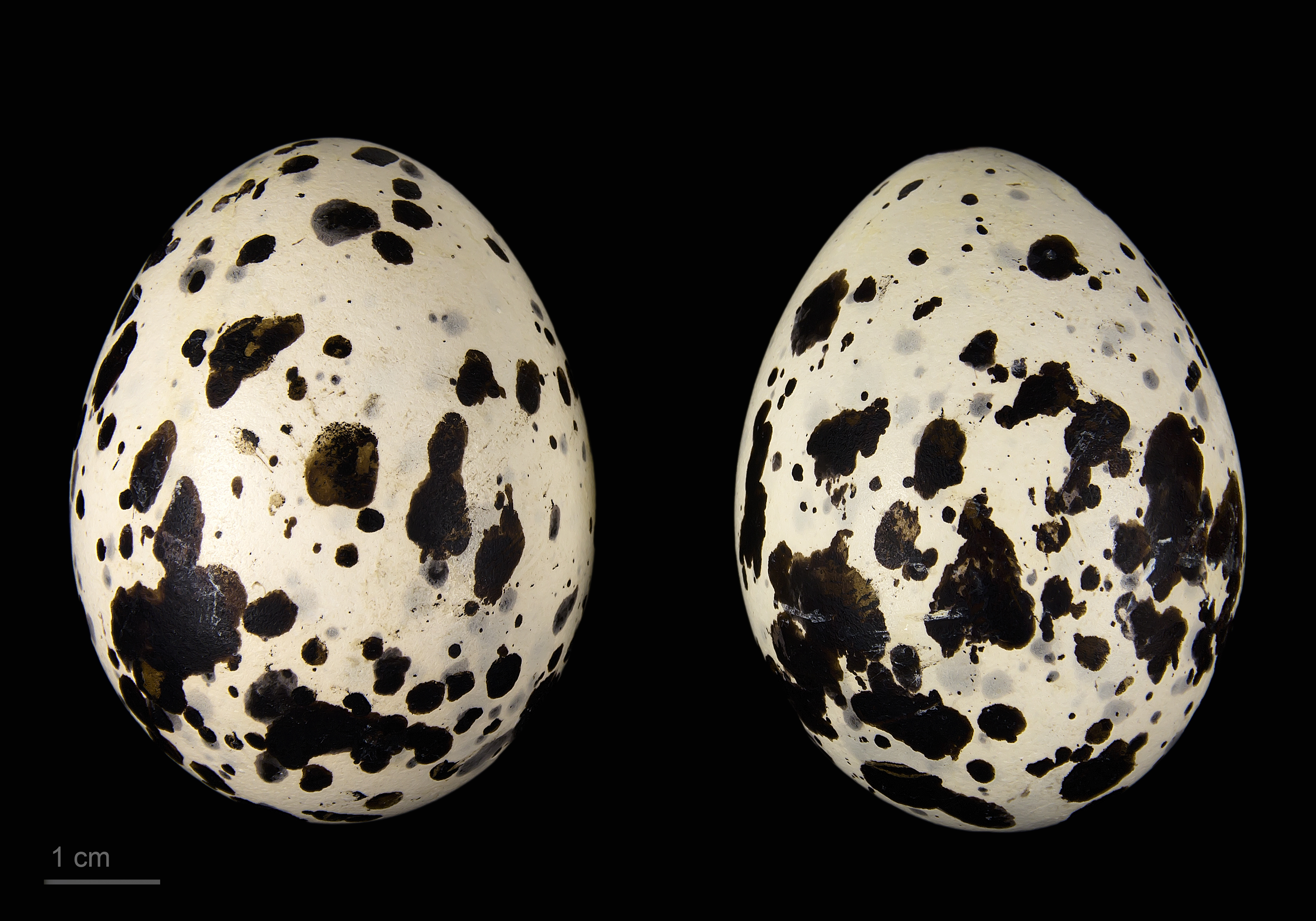
Ouă de Thalasseus sandvicensis - MHNT

Chira de mare (Thalasseus sandvicensis, sin. Sterna sandvicensis) numită și rândunea maritimă mică, pescăruș mic, chirighiță, chiră, pescar, pescăruș de mare, este o pasăre migratoare de apă din familia laridelor, care cuibărește în zonele de coastă a Europei, a Mării Caspice și din sudul Statelor Unite. Iernează pe  coastele Mării Caspice, Mării Negre și Mării Mediterane, pe coastele Africii, Mării Roșii până în Indiei și Sri Lanka. În România cuibărește în Delta Dunării, complexul lagunar Razelm-Sinoie și pe litoralul Mării Negre. Recent a fost găsită și în Republica Moldova. Are o lungime de 36–46 cm și o greutate de 130–311 g. Sexele nu se pot diferenția după penaj. În penaj de vară are creștetul până și ceafa de un negru intens. Spatele și aripile cenușii. Partea inferioară și coada albe, cu o tentă roșcată. Penele de pe ceafă sunt puțin alungite dând aspect de moț în momentul când este iritată. Caracter distinctiv este ciocul negru cu vârful galben. Picioarele negre cu talpa galbenă. Aripile depășesc coada, care este scurtă și mult scobită. Cuibărește în colonii. Cuibul este format într-o adâncitură superficială, amplasată pe o movilă de nisip, pietriș, noroi sau coral. Cuibăritul are loc spre sfârșitul lunii mai; cele 2-3 ouă divers colorate, alb-brun cu pete întunecate, sunt clocite cu schimbul de ambele sexe, timp de 21-29 de zile. Are un strigăt deosebit: "karrik", "kirrik". Se hrănește în majoritate cu pești marini de mici dimensiuni, viermi, creveți și fură puii nezburători ai altor păsări.